# St. Elias (Bosanski Brod)

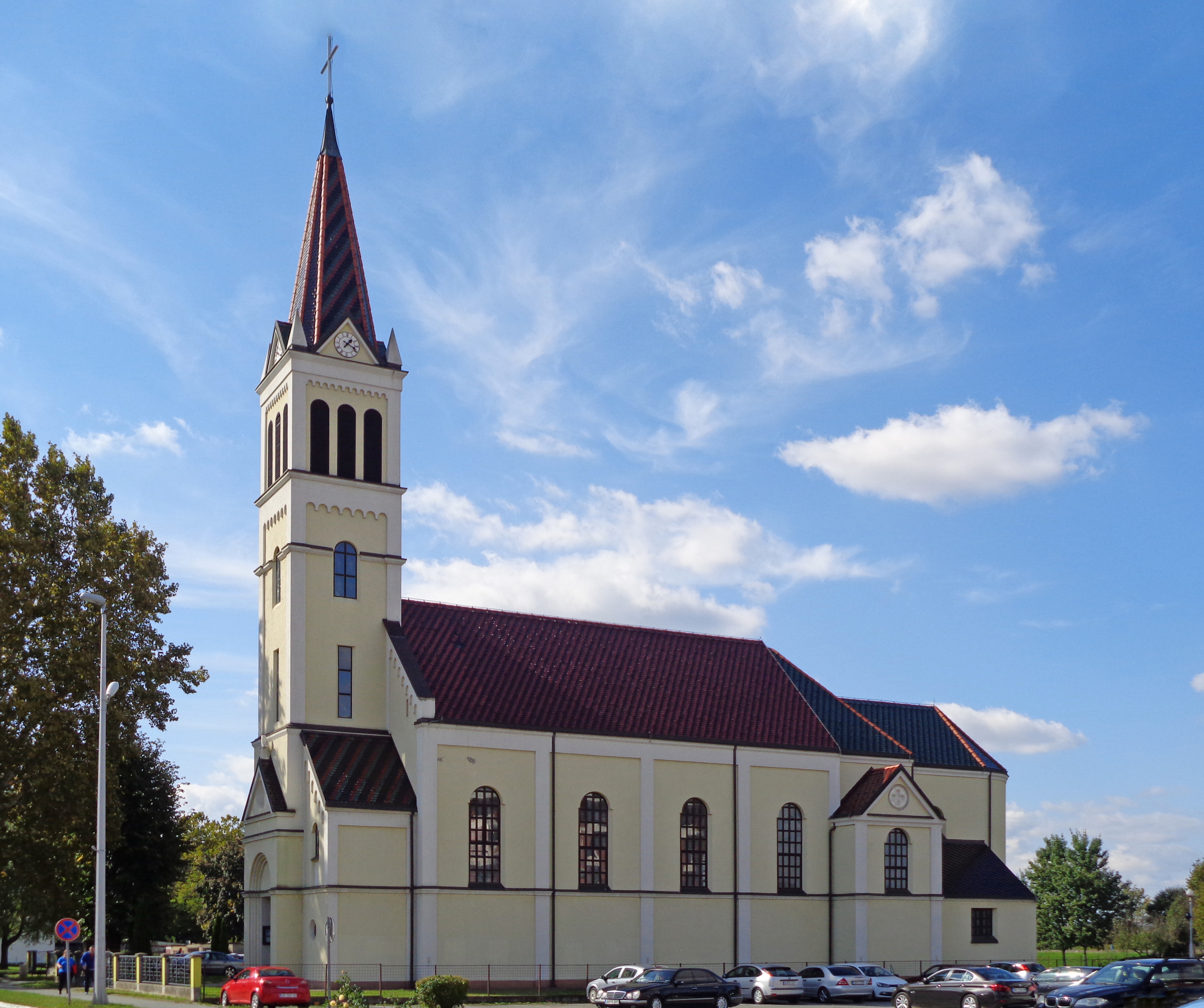
Kirche St. Elias (2019)

St. Elias (bosnisch Crkva sv. Ilije proroka) ist eine römisch-katholische Kirche in Bosanski Brod, die zum Erzbistum Vrhbosna gehört.

## Geschichte
Bosanski Brod erlebte durch den Bau der Eisenbahn nach Sarajevo seit dem Jahr 1879 einen Aufschwung. Eine eigene katholische Gemeinde hatte sich bereits im Jahr 1864 durch Abspaltung von der Gemeinde Koraće gebildet. Der Bedarf nach einer neuen Kirche wurde größer und am 28. April 1907 wurde der Grundstein für die Kirche St. Elias gesegnet. Bereits am 24. November 1907 konnte die neu erbaute Pfarrkirche gesegnet werden. Die bisherige Kirche, die 1860 erbaut wurde, wurde in ein Wohnhaus umgewandelt. Innerhalb der Gemeinde entwickelten sich zudem die Nonnen von St. Križa, die ein eigenes Institut mit Grundschule und Berufsschule für Frauen gründeten. Sie wurden 1949 durch Jugoslawien enteignet und zum Verlassen der Pfarrei gezwungen. Sie kehrten 1961 zurück, erwarben 1975 ein Haus und wandelten es in das Kloster St. Anna um, nachdem ihre Einrichtung abgerissen wurde.
Bosanski Brod war im Bosnienkrieg stark umkämpft. Schon vor dessen Ausbruch hatte die Jugoslawische Volksarmee im Kroatienkrieg von der Stadt aus die kroatische Nachbarstadt Slavonski Brod beschossen. Die Save-Brücke zwischen beiden Städten galt Anfang 1992 als letzter Übergang, der nicht zerstört oder in serbischer Hand war. Daher fanden hier die ersten Kämpfe auf bosnischem Boden statt. Im März 1992 begannen bosnische Serben Bosanski Brod zu beschießen, woraufhin kroatische Einheiten nach Bosnien eindrangen und das Massaker von Sijekovac verübten. Auch in Bosanski Brod selbst kam es zu mehreren Vorfällen, wobei unter anderem die serbisch-orthodoxe Kirche der Fürbitte der Heiligen Jungfrau vermint und gesprengt wurde.
Am 6. Oktober 1992 wurde Bosanski Brod durch serbische Einheiten erobert und alle Katholiken und Muslime im Rahmen der ethnischen Säuberung im Bosnienkrieg vertrieben. Die katholische Kirche, die bereits bei den Angriffen durch einen Granatentreffer am Glockenturm beschädigt worden war, wurde am 28. Oktober 1992 ebenso gesprengt wie kurz darauf die Hussein-Beg-Moschee. Die Kirche wurde bis auf die Grundmauern zerstört, ebenso wurde das Pfarrhaus vermint und gesprengt. Die Existenz einer solchen Kirche wurde bald darauf geleugnet, doch war sie über das noch vorhandene Fundament, das zugewachsen war, leicht nachweisbar. Daraufhin wurde der Wiederaufbau beschlossen, der mit der Segnung des Grundsteins sowie der Glocken am 20. Juli 2003 eingeleitet wurde. Gottesdienste fanden solange im erhaltenen Keller des Pfarrhauses statt.
Am 19. Juli 2023 wurde die Kirche durch einen Sturm beschädigt.

## Baubeschreibung
Die neuromanische Kirche entstand nach dem Vorbild der 1904 von Josip Vancaš für das heutige Novo Sarajevo entworfenen Dreieinigkeitskirche. Sie unterscheidet sich nur in Details vom Vorbild. Wie in Sarajevo dominiert der Glockenturm die Südseite des Bauwerks und wie bei dieser ist die Südfassade streng symmetrisch aufgebaut: Zentral wurde das Portal vor den Turm gesetzt, das ein schlichteres Tympanon aufweist, über dem sich ein Dreiecksgiebel befindet, der von einem Kreuz bekrönt wird.
Links und rechts des Turms befinden sich Anbauten mit gleich verteilten Fenstern: Rundfenster im Erdgeschoss und Rundbogenfenster in dem Geschoss darüber. Das Turmgeschoss oberhalb der abgeschrägten Dächer der Anbauten wurde durch schmale, vertikale Rechteckfenster gestaltet. Darüber findet sich ein Geschoss mit Rundbogenfenstern, über dem die Klangarkaden und das Turmdach folgen. Aufgelockert wird die Südansicht durch Friese, die sich an Turm und Schiff sowie den Anbauten befinden, und Gesimse. Die Uhren befinden sich in Dreiecksgiebeln beim Turmdach, wo sich zudem auf den Ecken kleine Pyramiden befinden, die Ecktürmchen andeuten. Westlich des Turms steht eine Elias-Statue.
Das Kirchenschiff besteht aus vier Jochen, der anschließende Chor bildet nur scheinbar eine fünfte Fensterachse. Dort befinden sich Anbauten mit je eigenem Dach, einem Fenster und Dreieckgiebel. Die horizontale Gliederung des Schiffs mit einem Gesims unterhalb des Fensters wird von diesen Anbauten aufgenommen. Erst die nächste Achse hebt sich klar als Chor vom Schiff ab. Auch hier wurden Anbauten angeordnet. Das Nordende der Kirche bildet schließlich eine Apsis, die dieselbe Höhe erreicht wie der Chor.